# Dialytheca gossweileri
Dialytheca gossweileri là một loài thực vật có hoa trong họ Biển bức cát. Loài này được Exell & Mendonça mô tả khoa học đầu tiên năm 1935.